# Farschviller
Farschviller – miejscowość i gmina we Francji, w regionie Grand Est, w departamencie Mozela.
Według danych na rok 1990 gminę zamieszkiwało 1211 osób, a gęstość zaludnienia wynosiła 108 osób/km² (wśród 2335 gmin Lotaryngii Farschviller plasuje się na 321. miejscu pod względem liczby ludności, natomiast pod względem powierzchni na miejscu 520.).